# Asociación para la Defensa del Patrimonio de Cartagena
La Asociación para la Defensa del Patrimonio de Cartagena, conocida también por su acrónimo Adepa, es una asociación que tiene como finalidad la defensa, salvaguarda y revalorización del patrimonio histórico de la ciudad de Cartagena, situada en la Región de Murcia (España).

## Historia
Conformada por expertos y vecinos, Adepa fue fundada en 1996 y presentada al público en el salón de actos de la Fundación Caja Murcia en Cartagena, durante una ceremonia que incluyó una conferencia del catedrático de Historia Antigua de la Universidad de Murcia Antonino González Blanco. Manifestaron también su adhesión a la asociación personalidades como la arqueóloga y colaboradora de la citada Cátedra de Historia Antigua Blanca Roldán Bernal, quien se contó entre sus miembros hasta su fallecimiento en 2004.
Desde su primer año de existencia, Adepa ha mostrado una preocupación singular por el estado de conservación del Arsenal de Cartagena, promoviendo junto a otras asociaciones y técnicos de las administraciones la declaración del conjunto como Bien de Interés Cultural (BIC). Sin embargo, los intentos de procurar para los astilleros del siglo XVIII la máxima protección jurídica del patrimonio español han resultado sistemáticamente rechazados, bajo la alegación de que su inclusión en un recinto militar garantiza su protección. Así, y pese a las denuncias interpuestas por la asociación patrimonialista ante la Dirección General de Bellas Artes, los diques de carena edificados por el ingeniero Sebastián Feringán fueron destruidos entre 1999 y 2001.
Desde 2007, preside la entidad el arqueólogo Luis Enrique de Miquel Santed, que tomó el testigo del profesor Juan Miguel Margalef Martínez. Este último editó aquel año un libro, La ciudad borrada, en el que recoge las actuaciones en el casco antiguo de Cartagena que han conducido al deterioro reiterado del patrimonio desde la declaración del mismo como Conjunto Histórico en 1980 hasta la fecha de publicación de la obra.